# 國際娛樂 (香港公司)
國際娛樂有限公司（英語：International Entertainment Corporation；港交所：1009、前代號：8118），簡稱「國際娛樂」或，是一家香港音樂影視製作公司，以娛樂業務、酒店、唱片製作、藝人管理、以及各類題材電影之收購、融資、製作及全球許可權批授為主要業務。

## 簡史
1998年
- 6月：註冊登記「hkcyber.com」域名並成立「Cyber日報(控股)有限公司」。

2002
- 5月，企業易名為「創博數碼科技集團有限公司」。

2004年
- 10月14日，收購公司。
- 12月17日，企業易名為「國際娛樂有限公司」[1]。
- 12月底，收購北美獨立電影製作及發行集團Media 8 Entertainment。

2005年
- 透過香港及中國大陸投資，製作電視劇集及音樂會，進一步擴充業務及委任毛嘉賢為CEO。

2007年
- 年初，成立「國際娛樂唱片製作有限公司」，以「EC Music」 作為音樂品牌。
- 10月11日，與周大福完成收購菲律賓及澳門之酒店及娛樂業務。收購涉及買入菲律賓酒店集團51%權益及澳門公司凱旋門發展有限公司40%權益。

2014年
- 1月9日，國際娛樂公佈以73.5億元（9.48億美元）價格，向太陽城集團主席周焯華收購其博彩中介業務「澳門太陽城博彩推廣公司」70%股權，其中一部份將按每股5元，發行不多於擴大後股本29%支付，其餘代價則考慮以每股不低於5元，透過配售新股或可換股證券籌集資金支付[2]。但交易最終告吹。

2018年
- 2018年2月，國際娛樂宣佈收購英國甲組球隊韋根，將公司業務更多元化。  [3]

## 演唱會
國際娛樂與其它娛樂公司製作或合辦的演唱會包括:
2005年
- 盈科保險許冠文鬼馬Talk Show 2005

2006年
- 甄妮自然瘋演唱會2006
- ERIC CLAPTON LIVE IN SHANGHAI 2006
- THE ROLLING STONES A BIGGER BANG 石破天驚2006滾石樂隊世界巡演-上海站

2007年
- Forever Grasshopper in Concert Part II 草蜢07演唱會
- 呂方好情歌演唱會2007
- Elaine Paige Live In Hong Kong 2007
- Harlem Live Concert in Hong Kong 庾澄慶2007世界巡迴演唱會
- 保心安百年呈獻張偉文唱好唱好2007演講會
- 景福Show Mi鄭秀文2007演唱會
- 娜麼愛你2007張娜拉北京演唱會
- Christina Aguilera Back To Basics Tour "返璞歸真" 世界巡演
- 學友光年張學友好久不見中國巡迴演唱會 (濟南站)(青島站)(成都站)
- All about love楊千嬅2007演唱會
- 四洲集團周杰倫07/-08 世界巡迴演唱會 香港站
- 許冠傑香港大球場Live Dec2007

2008年
- 盞記雪嶺蟲草活出生命II PRISCILLA CHAN 陳慧嫻LIVE 演唱會2008
- Placido Domingo Live in Hong Kong
- CHIVAS 林海峰‧‧‧是但嗡求其大合唱
- 景福蔡琴2008新不了情香港演唱會
- Backstreet Boys "不散的和弦" 2008世界巡演杭州演唱會
- Backstreet Boys "不散的和弦" 2008世界巡演南京演唱會
- Maroon 5 2008 世界巡演上海演唱會
- aigo music 酷愛張敬軒演唱會
- Celine Dion "愛的契機" 2008世界巡迴演唱會 - 上海站
- StarLight容祖兒演唱會08 Part 2
- 麗莎與鄭錦昌演唱會
- ENCORE ALWAYS ON 林海峰是但噏求其大合唱

## 外部連結
- 國際娛樂有限公司 （页面存档备份，存于）